# アンギラ議会
アンギラ議会（アンギラぎかい、英語: Anguilla House of Assembly）は、アンギラの立法府である。

## 議会構成
定数は13。このうち7名が小選挙区から、4名が全島区から選出される。残る2名は官選。
総督により、多数党党首が首相に任命される。

## 関連資料
- Election2010 - アンギラ選挙管理委員会（英語）